# オオセスジイトトンボ
オオセスジイトトンボ（大背筋糸蜻蛉、学名: Paracercion plagiosum）は、トンボ目イトトンボ科の昆虫。DNA分析の結果、日本のクロイトトンボ属では最も早く分岐したと考えられる。絶滅危惧IB類(EN) 。

## 形態
体長40mmを超え、セスジイトトンボを大きくしたような大型のイトトンボで、同属別種と比べ明らかに大きい。成熟したオスはあざやかな水色をしているが、未成熟なオスとメスは明るい緑色をしているので未成熟なオスをメスと間違えることがある。メスはキイトトンボに似るが、胸部に黒条が多いことで区別できる。

## 生態
平地の河川から少し離れた、背の高い抽水性の水草が密集し沈水性や浮遊性の水草が繁茂する泥深い沼や池に生息する。幼虫（ヤゴ）は水草の根際や腐植物につかまっている。卵期間2週間程度、幼虫期間は3ヵ月から1年程度と推定される。幼虫で越冬する。
成熟したオスは水辺の植物に止まって縄張りを占有するほか、朝方を中心に抽水植物の間を縫うようにして飛びメスを探す。メスが見つかると、直ちに連結して、浮遊植物や抽水植物に止まり移精・交尾を行う。交尾を終えたペアは連結したまま、浮遊植物などに産卵するが、メス単独で行われることもある。

## 分布
日本の他、朝鮮半島、中国、ロシア（極東部）に分布する。日本国内では、東北地方、新潟県、関東地方にしか生息しない。しかも産地は限定され、関東では多くの県で絶滅し千葉県でも減少の一途を辿っている。横芝光町の乾草沼は都心からさほど遠くもないので、知られた観測地であったが、2010年代初めを最後に目撃情報が途絶えている。
宮城県北部の伊豆沼における、2022年に行われた生息環境の調査で、オオセスジイトトンボの保護のためには湖岸植生帯の復元活動が重要との報告があった。